# Municipio de Dunnington
El municipio de Dunnington (en inglés: Dunnington Township) es un municipio ubicado en el condado de Jefferson en el estado estadounidense de Arkansas. En el año 2010 tenía una población de 344 habitantes y una densidad poblacional de 3,32 personas por km². El pueblo está situado, aproximadamente, a 4 millas (6 km) al este del centro de la ciudad de York.

## Historia
El municipio de Dunnington fue originariamente un asentamiento anglosajón. En el Domesday Book  de 1086, figuraba como "Donniton", que, según Mills, se traduce como un "estado asociado con un hombre llamado Dun". Los campos alrededor del pueblo se convirtieron en la principal área del país para el cultivo de la achicoria.
Entre 1913 y 1926, Dunnington comunicaba con otras ciudades cercanas gracias al Derwent Valley Light Railway, ferrocarril de pasajeros y mercancías, que se retiró en etapas posteriores al Beeching Axe. Los trenes de vapor recorrieron Dunnington entre 1977 y 1979, pero tras el cierre de una instalación de secado de cultivos, se levantaron las últimas pistas que cubrían la ruta a York vía Murton y Osbaldwick.

## Geografía
El municipio de Dunnington se encuentra ubicado en las coordenadas 34°21′18″N 91°45′51″O / 34.35500, -91.76417. Según la Oficina del Censo de los Estados Unidos, el municipio tiene una superficie total de 103.61 km², de la cual 102,2 km² corresponden a tierra firme y (1,36 %) 1,41 km² es agua.

## Demografía
Según el censo de 2010, había 344 personas residiendo en el municipio de Dunnington. La densidad de población era de 3,32 hab./km². De los 344 habitantes, el municipio de Dunnington estaba compuesto por el 32,85 % blancos, el 63,66 % eran afroamericanos, el 0,29 % eran amerindios, el 0,87 % eran de otras razas y el 2,33 % eran de una mezcla de razas. Del total de la población el 3,78 % eran hispanos o latinos de cualquier raza.